# Gornji Suhor pri Metliki
Gornji Suhor pri Metliki – wieś w Słowenii, w gminie Metlika. W 2018 roku liczyła 90 mieszkańców.